# Kategorum
Kategorum (englischer Originaltitel: Scattergories) ist ein Quizspiel, das auf dem klassischen Schreibspiel Stadt, Land, Fluss aufbaut. Es erschien zuerst 1988 bei dem amerikanischen Spieleverlag Milton Bradley und in den Folgejahren auch international. 1990 wurde Kategorum in die Empfehlungsliste der Mensa Select Games des Verbandes Mensa International aufgenommen.

## Hintergrund und Spielmaterial
Kategorum entspricht in seiner Spielweise dem klassischen Schreibspiel Stadt, Land, Fluss, wobei die Mitspieler Begriffe zu vorgegebenen Kategorien mit einem pro Runde ausgewürfelten Anfangsbuchstaben aufschreiben müssen. Das Spielmaterial besteht aus sechs Schreibunterlagen, sechs Antwortblöcken, 18 Kategorienkarten mit jeweils 12 Kategorien, einem Zeitmesser, einem Buchstabenwürfel, einem Rollbrett und sechs Bleistiften.

## Spielablauf
Zur Spielvorbereitung erhält jeder Spieler eine Schreibunterlage mit Schreibblock, einen Bleistift und jeweils eine Kategorienkarte jeder Sorte. Die Spieler einigen sich auf eine der Karten und stecken diese in die Schreibunterlage, sodass die Oberbegriffe erkennbar sind. Die Zeituhr wird aufgezogen und der Buchstabenwürfel von einem der Spieler geworfen. Die Spieler müssen nun mit dem geworfenen Anfangsbuchstaben zu jeder Kategorie einen Begriff finden und aufschreiben, bevor die Uhr abgelaufen ist.
Sobald die Zeit abgelaufen ist, müssen alle Spieler den Bleistift zur Seite legen. Die Spieler lesen ihre Antworten laut vor und bekommen für jede Antwort, die nicht mehrfach vorkommt, je einen Punkt. Wenn Antworten mit denen anderer Mitspieler identisch sind, gibt es dafür keinen Punkt. Alle Punkte werden am Rand der Spalte notiert, danach wird erneut gewürfelt und mit dem neuen Buchstaben weitergespielt.
Das Spiel endet nach drei Runden und der Spieler mit den meisten Gesamtpunkten gewinnt das Spiel.

## Ausgaben und Rezeption
Das Spiel Kategorum erschien 1988 bei dem amerikanischen Spieleverlag Milton Bradley. In den Folgejahren wurde es international publiziert, darunter auch in einer deutschsprachigen Version. Im Jahr 1990 wurde das Spiel in die Empfehlungsliste Mensa Select des Verbandes Mensa International aufgenommen.

## Belege
1. 1 2 3  'Spielbeschreibung und Spielregeln für Kategorum, spielphase.de; abgerufen am 23. Oktober 2019.
2. ↑  Versionen von Kategorum / Scattergories in der Datenbank BoardGameGeek; abgerufen am 23. Oktober 2019.